# GameSpy
GameSpy era un sito web che si occupava di videogiochi. Faceva parte di IGN Entertainment, società che possiede altri siti simili, a sua volta controllata da News Corporation. GameSpy è stato fondato nel 1996 da Mark Surfas e poi definitivamente abbandonato il 21 febbraio 2013.

## Storia
Nel 1996 Mark Surfas, notando il crescente interesse attorno allo sparatutto in prima persona Quake, realizzò il sito ad esso dedicato PlanetQuake.com. In contemporanea, un gruppo di tre programmatori realizzò un software chiamato QSpy (o QuakeSpy), utile per la ricerca dei server per gli incontri multiplayer del videogioco di id Software. Surfas acquisì il software, mantenendo i programmatori, e diventando così distributore ufficiale del prodotto; questo verrà incluso all'interno di un aggiornamento ufficiale di Quake. In seguito all'aggiunta di altri videogiochi, il programma venne rinominato in GameSpy3D.
Il sito ha chiuso nel 2013 per poi essere stato inglobato dentro IGN; difatti collegandosi alla pagina home del sito, verremo reindirizzati proprio al sito IGN.

### Chiusura
Nell'agosto 2012, GameSpy Industries, l'azienda dietro i servizi multiplayer di GameSpy, fu acquisita da Glu Mobile, che la rilevò da IGN Entertainment. Successivamente, nel dicembre dello stesso anno, Glu aumentò i costi di integrazione e chiuse i server di numerosi giochi più vecchi, tra cui Star Wars: Battlefront, Sniper Elite, Microsoft Flight Simulator X, Saints Row 2 e Neverwinter Nights, senza preavviso per gli sviluppatori o i giocatori, causando un forte malcontento nelle rispettive comunità. Nonostante ciò, GameSpy Technologies continuò a operare come entità separata.
Nel febbraio 2013, in seguito all'acquisizione di IGN Entertainment da parte di Ziff Davis, i siti "secondari" di IGN, tra cui GameSpy, furono chiusi, mettendo fine alle operazioni editoriali del marchio.
Nell'aprile 2014, Glu annunciò la chiusura definitiva dei server di GameSpy, prevista per il 31 maggio 2014, per concentrare le risorse sui propri servizi. I giochi che utilizzavano ancora GameSpy persero la funzionalità online o i servizi multiplayer. Alcuni editori decisero di migrare i giochi su altre piattaforme come Steam o su server interni, mentre altri, come Nintendo, che utilizzava GameSpy per la sua Nintendo Wi-Fi Connection per DS e Wii, non intrapresero alcuna azione, principalmente a causa dell'obsolescenza dei giochi coinvolti. In particolare, Electronic Arts annunciò che 24 titoli per PC, inclusi Battlefield 2, la serie Crysis, Saints Row 2 e la serie Star Wars: Battlefront, sarebbero stati interessati dalla chiusura di GameSpy.
Tuttavia, modifiche sviluppate dai fan permisero il ripristino delle funzionalità online attraverso server alternativi. Ad esempio, una di queste mod per la versione PC di Halo fu ufficialmente incorporata in una patch pubblicata da Bungie nel maggio 2014, mentre Disney collaborò con gli sviluppatori per creare una mod simile per Star Wars: Battlefront II (2005) nel 2017. Dieci giorni prima della chiusura di Nintendo Wi-Fi Connection, un progetto continuativo creato dai fan fu avviato sotto il nome di Wiimmfi. Al contrario, nel 2017, Electronic Arts richiese la rimozione delle versioni modificate di Battlefield 2 e Battlefield 2142 gestite su server alternativi da un gruppo noto come "Revive Network", sostenendo che violavano i diritti d'autore dell'azienda.